# Wien Hauptbahnhof (Südtiroler Platz)
Wien Hauptbahnhof (Südtiroler Platz) is het ondergrondse deel van het Hauptbahnhof onder de Südtiroler Platz in Wenen. Hier stoppen de lijnen van de S-Bahn op de sporen 1 en 2, de bovengrondse sporen van het Hauptbahnhof zijn doorgenummerd vanaf 3. 
Het station werd samen met de stammstrecke geopend op 11 januari 1962 onder de naam Haltestelle Wien Südtiroler Platz. Destijds was het het overstappunt op het ondergrondse tramstation dat in 1959 onder de Südtiroler Platz was geopend.
Het werd onderdeel van het spoorwegstation toen het, iets oostelijker gelegen, Südbahnhof werd vervangen door het Hauptbahnhof. Er is een inpandige overstap naar het tramstation en de metro perrons uit 1978, bovengronds kan men overstappen op het tram- en busnetwerk. 